# 鳴沢熔岩樹型

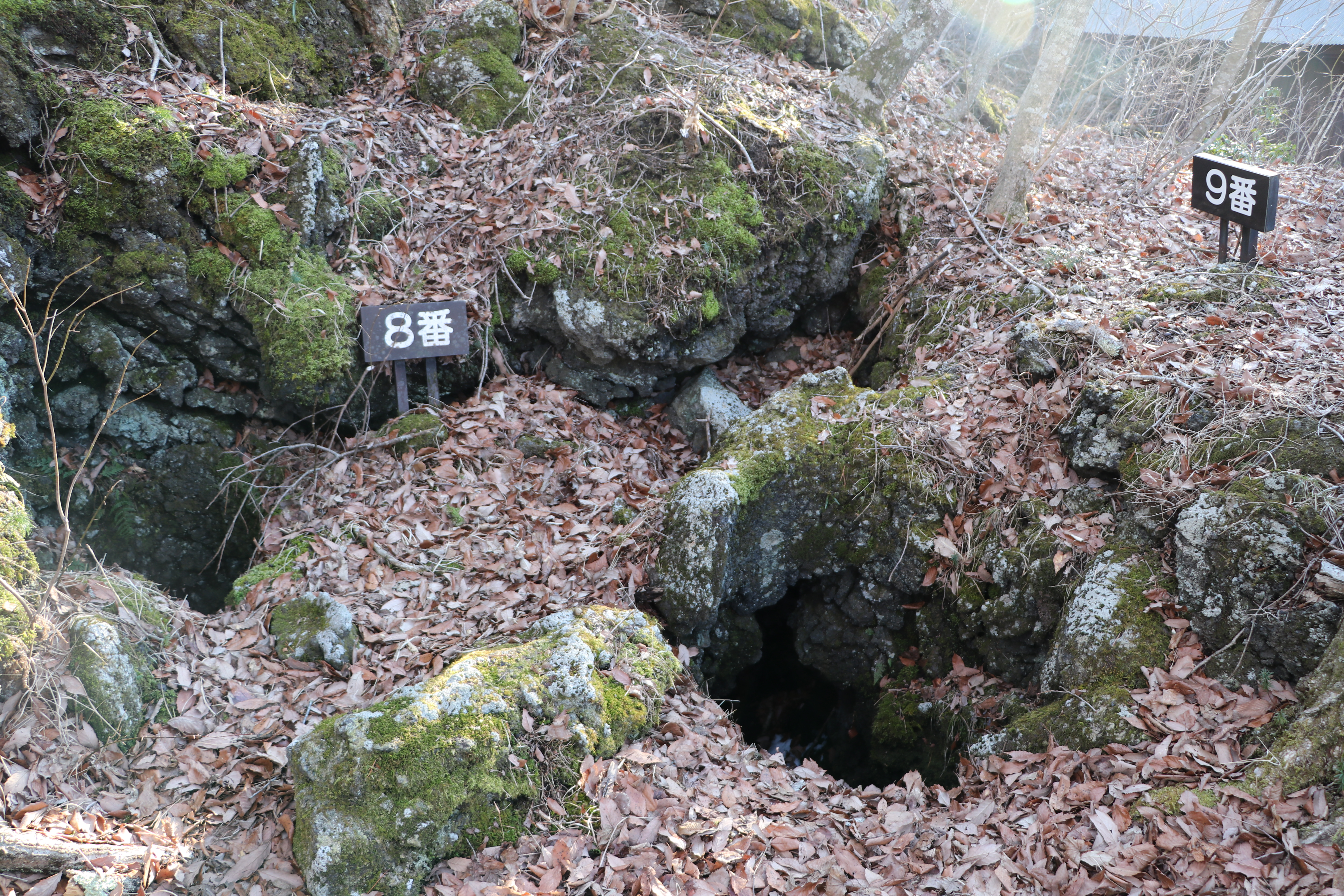
鳴沢熔岩樹型8番と9番

鳴沢熔岩樹型（なるさわようがんじゅけい）は、山梨県南都留郡鳴沢村にある国の特別天然記念物。

## 解説
熔岩樹型とは、森林地帯を飲み込んだ溶岩流や火砕流の中に残る、樹木が燃え尽きた痕の空洞である。日本国内では富士山北麓の山梨県と浅間山北麓の群馬県の数か所のみに存在する非常に珍しいものである。
平安時代初期の864年（貞観6年）、富士山の北西山麓で大規模な噴火活動が発生した（貞観大噴火）。流れ出した膨大な量の溶岩は付近の森林地帯を呑み込みつつ流れ下り、噴火が収まった後の熔岩地帯には各所に燃え尽きた大木の幹の形を残す空洞が残った。それが、今日に残されている鳴沢熔岩樹型である。
1929年（昭和4年）に国の天然記念物に指定され、その後1952年（昭和27年）には特別天然記念物に格上げされた。天然記念物に指定された熔岩樹型は計12か所あり、それぞれ通し番号が付けられチェーン等で囲まれ保護されている。中でも第11号樹型は1993年（平成5年）の調査により、樹林帯を流れた溶岩流の水分が蒸気化したことによってガス圧力が高まり爆発を起こした世界的に珍しい溶岩スパイラクル（溶岩水蒸気噴気孔）であることが判明し、しかも完全な形で残っている事が分かった。
鳴沢熔岩樹型は富士吉田市と本栖湖方面を結ぶ国道139号線沿いにあり、交通の便は至ってよい。

## 画像

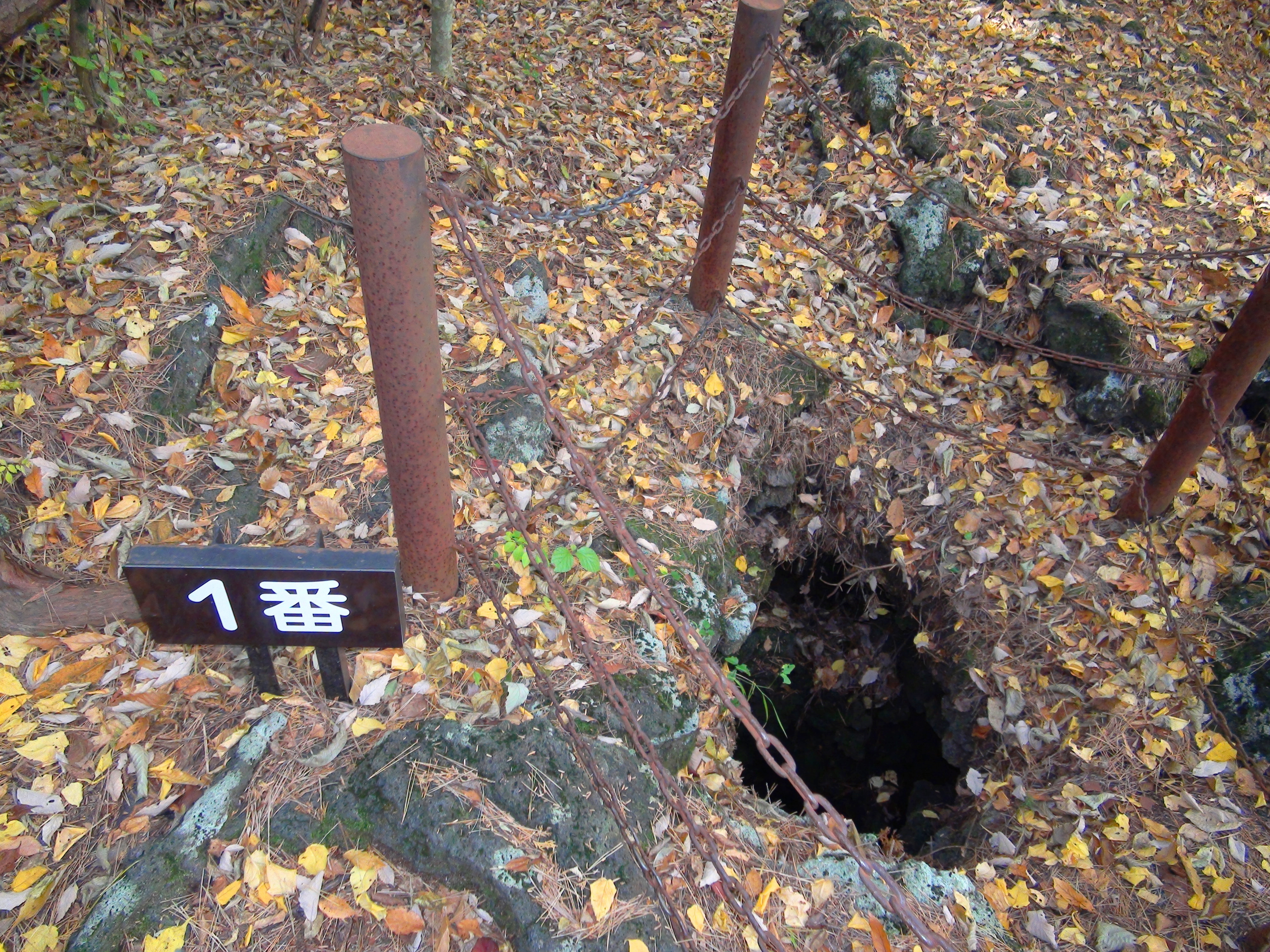
鳴沢熔岩樹型1号
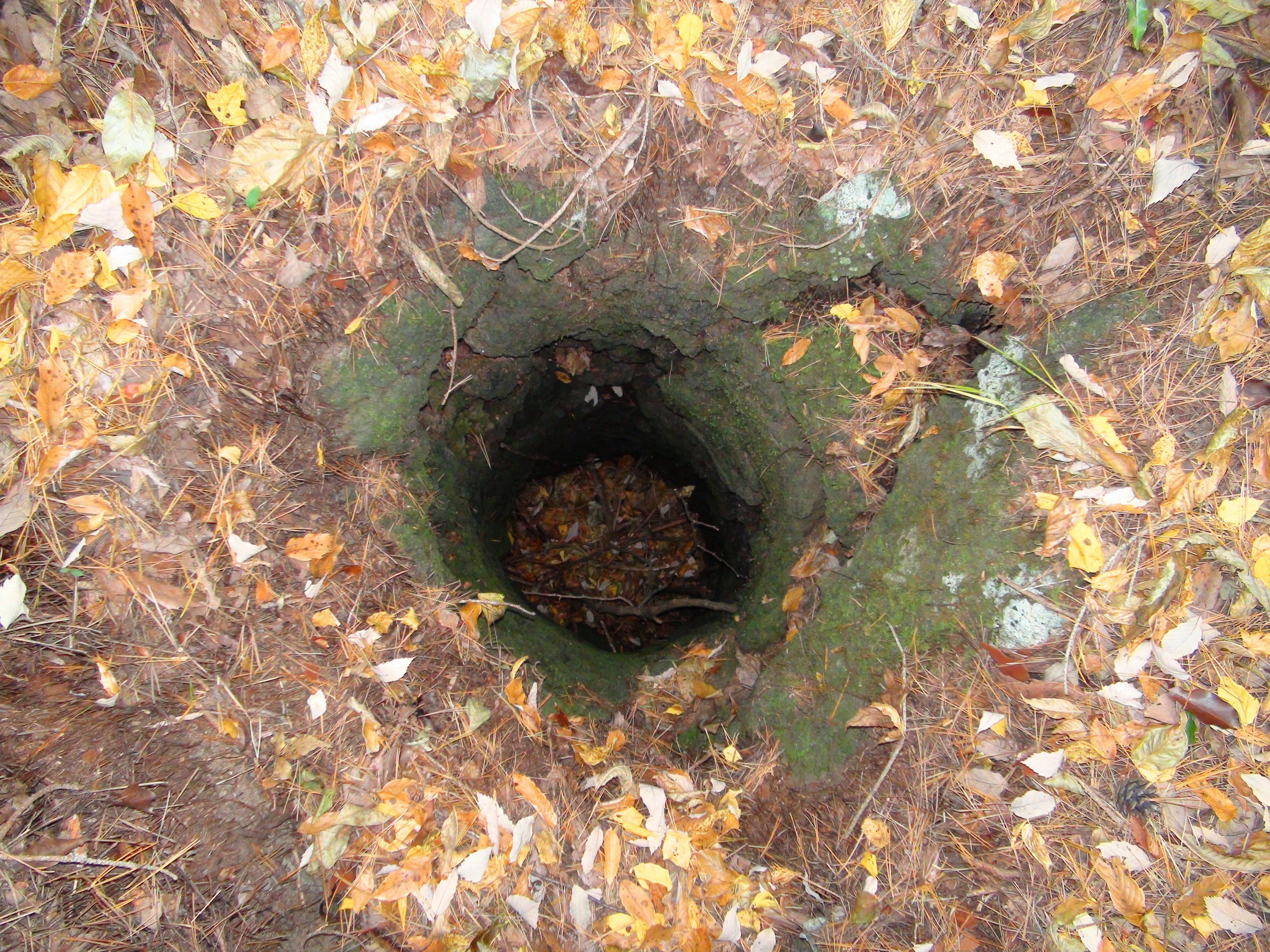
鳴沢熔岩樹型2号
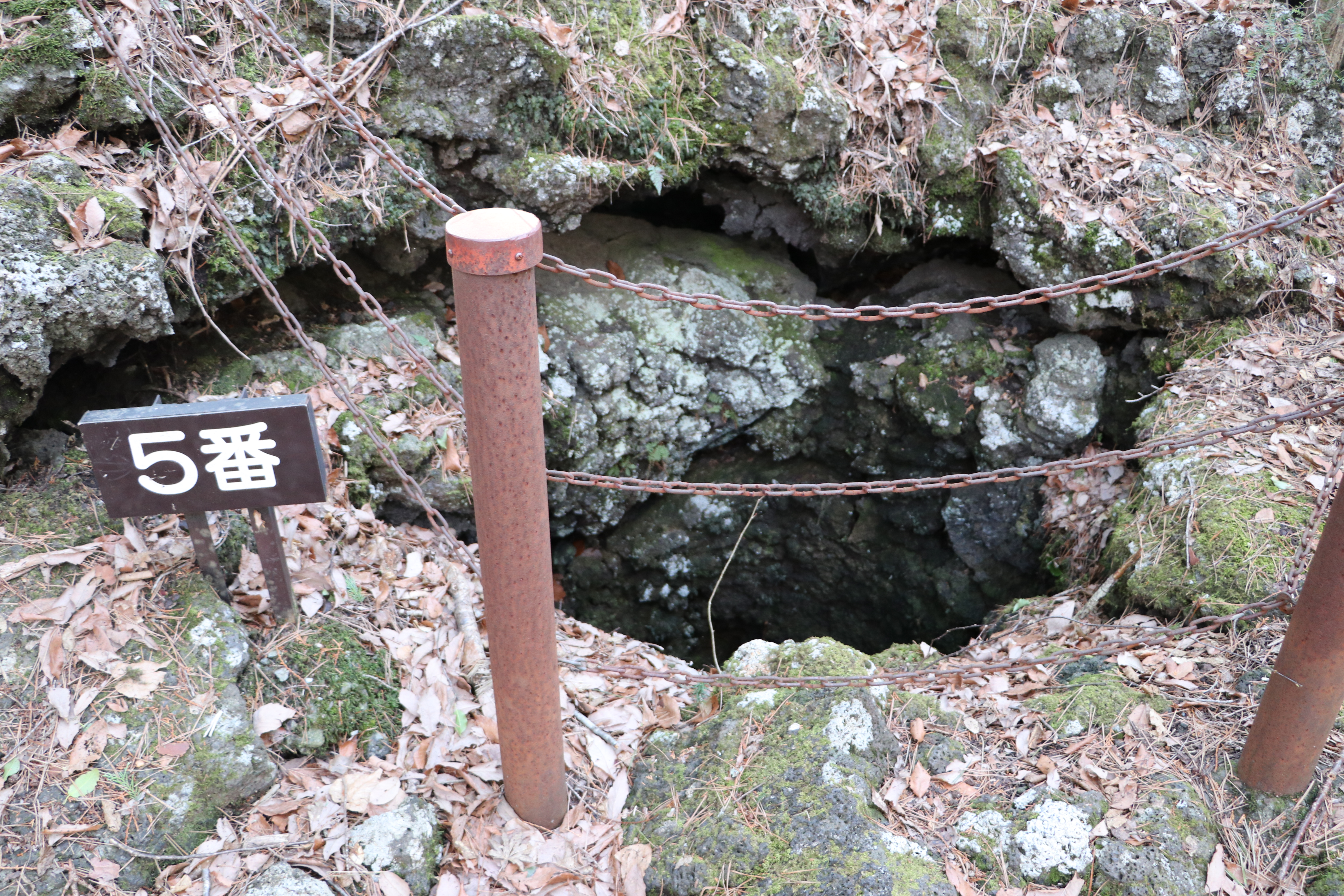
鳴沢熔岩樹型5号
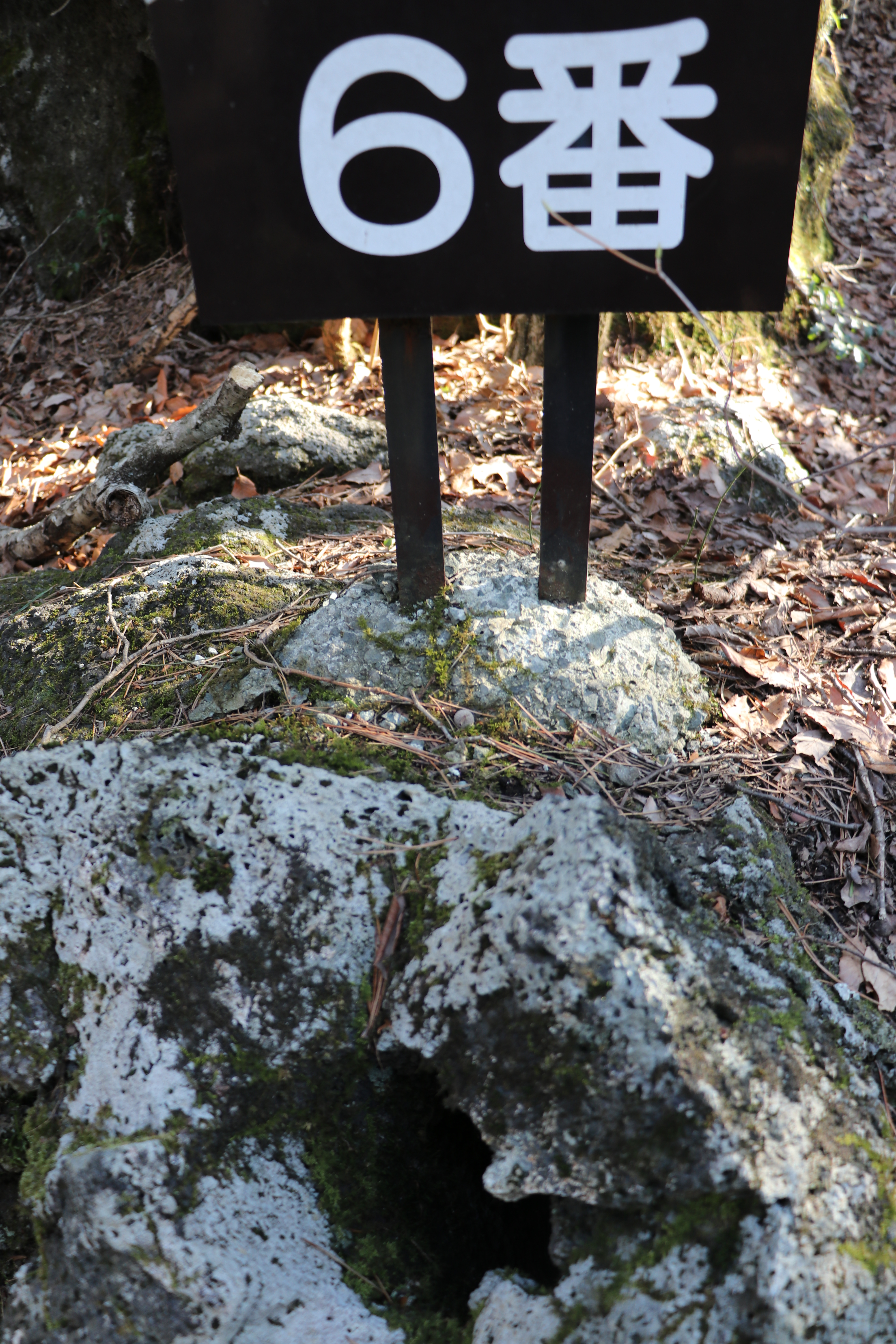
鳴沢熔岩樹型6号
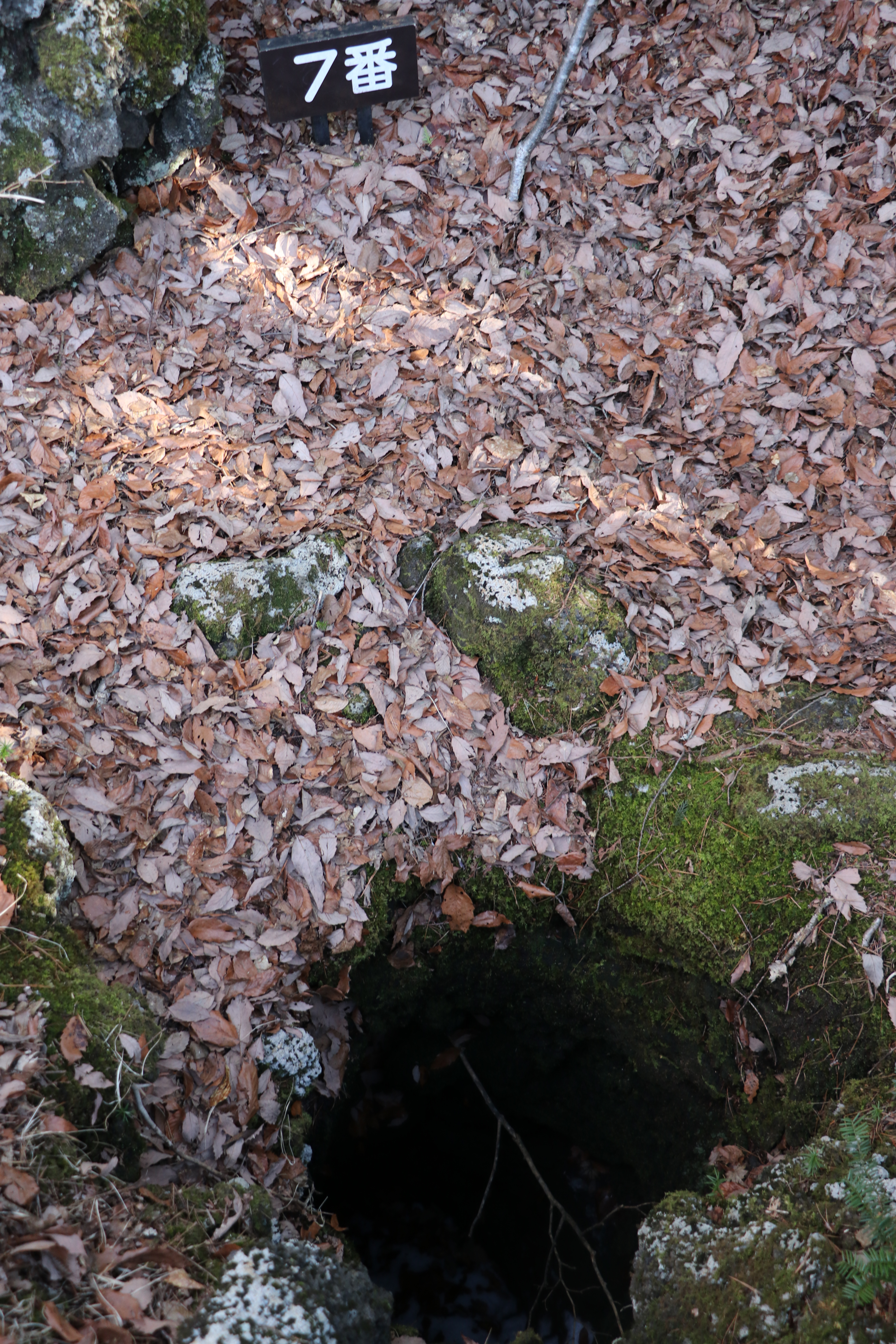
鳴沢熔岩樹型7号
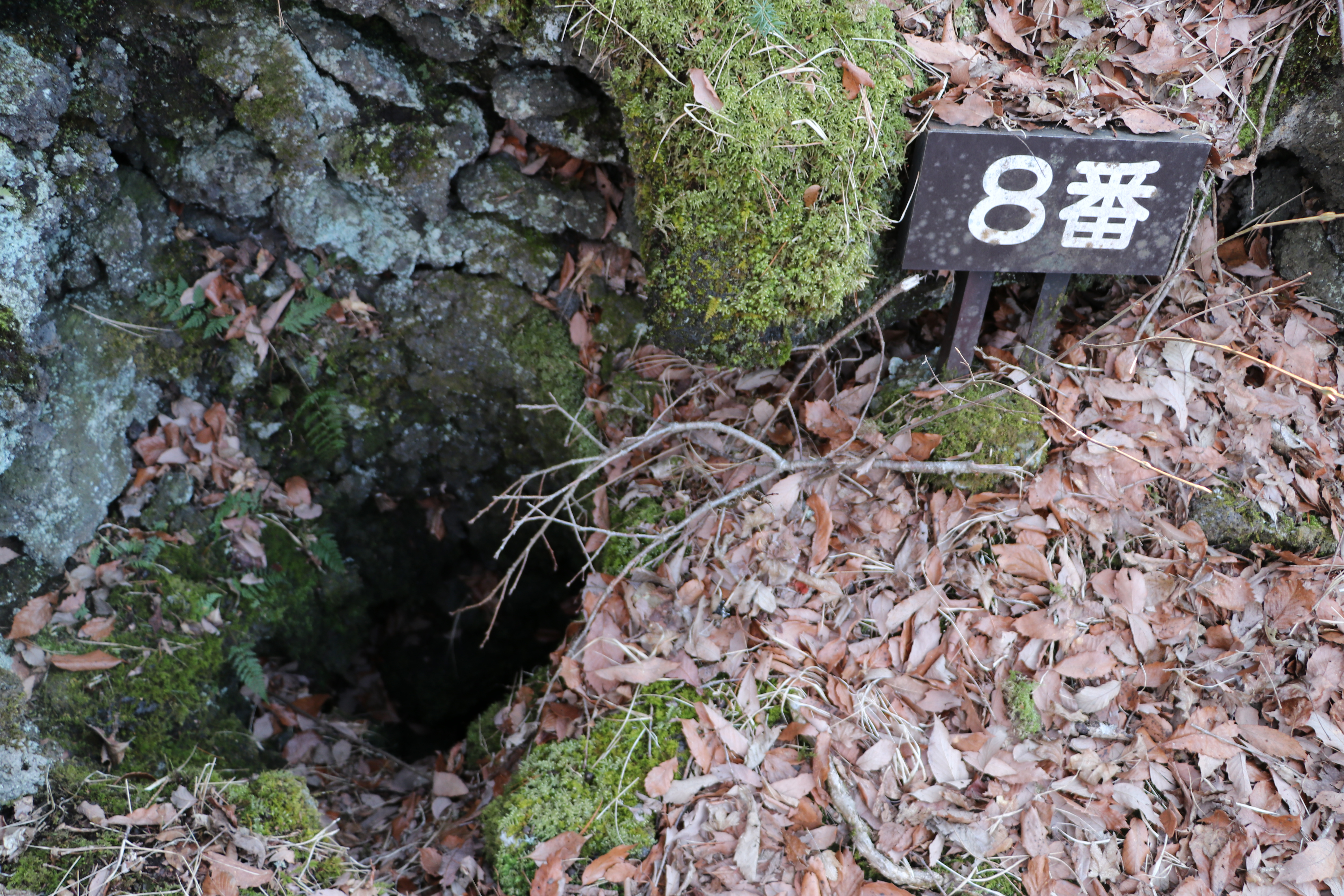
鳴沢熔岩樹型8号
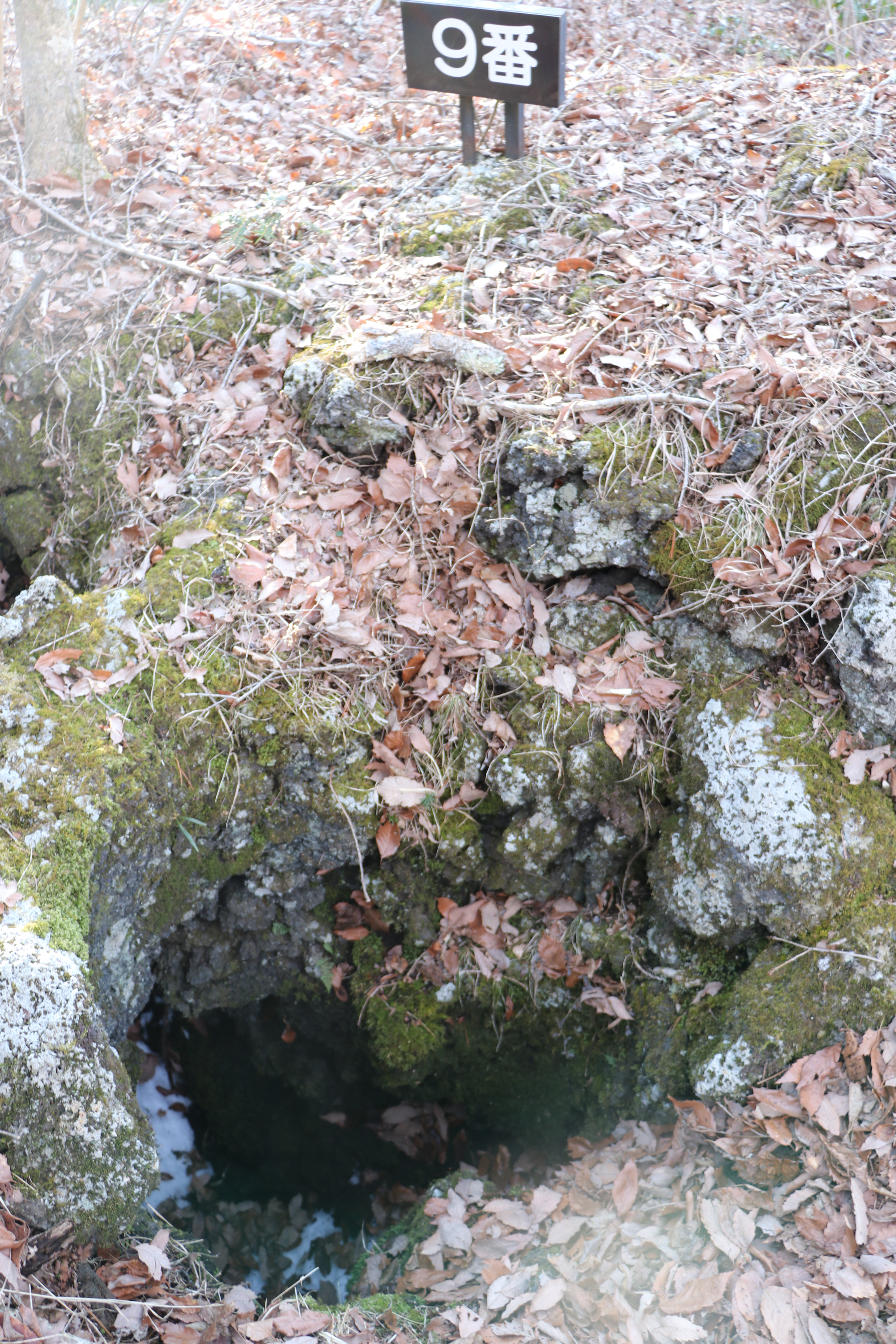
鳴沢熔岩樹型9号
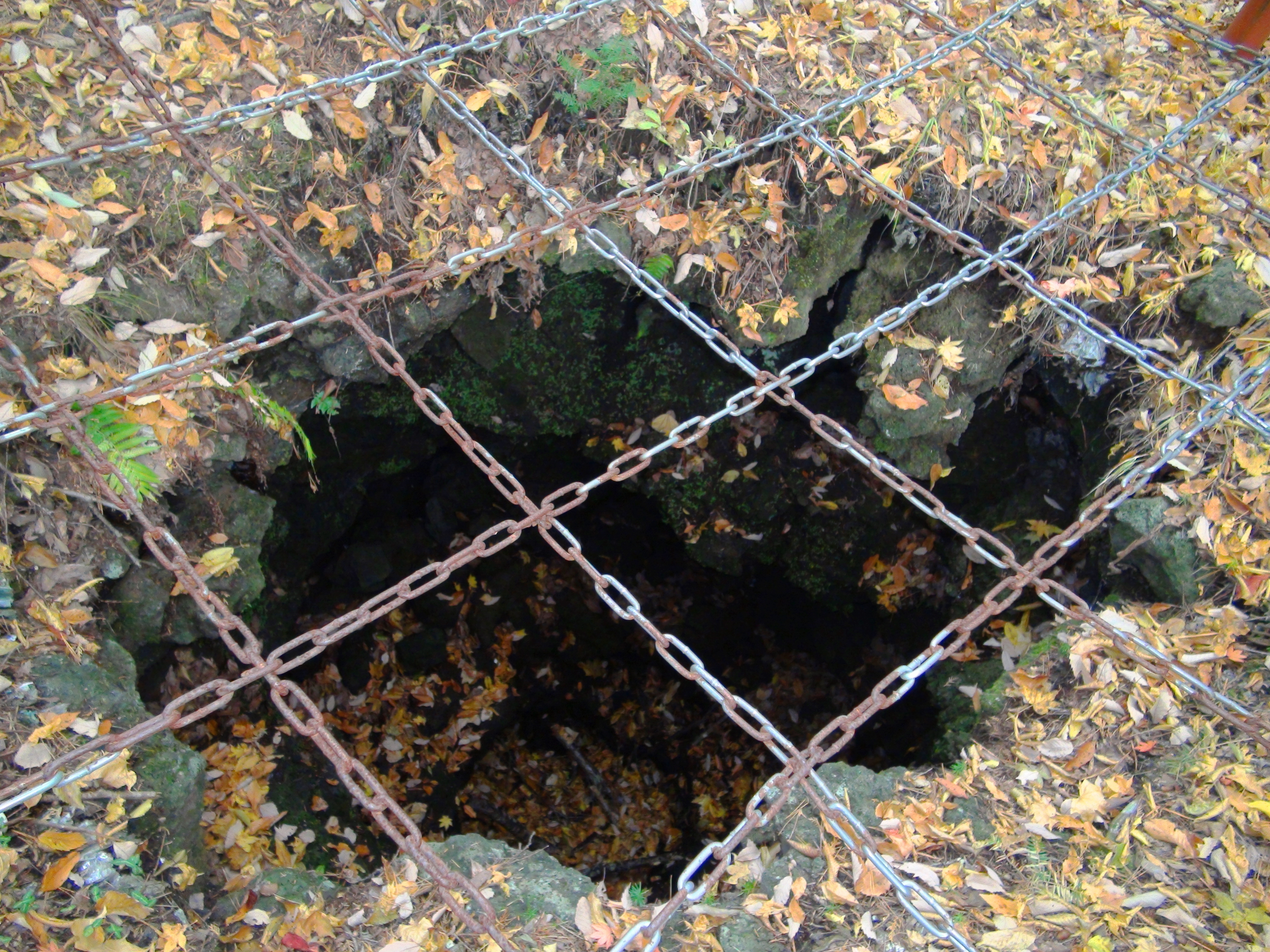
鳴沢熔岩樹型11号（熔岩スパイラクル）
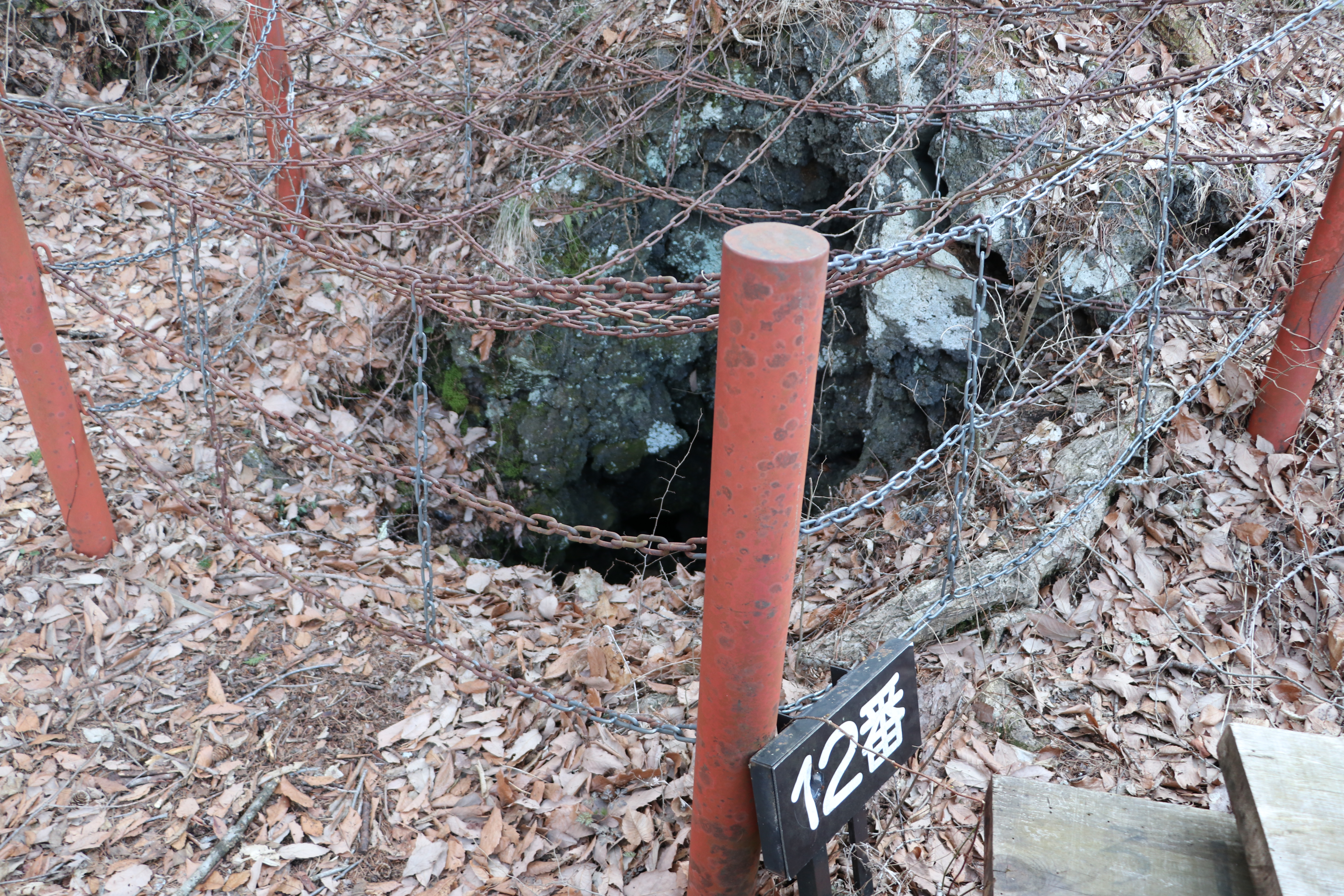
鳴沢熔岩樹型12号